# Réduction jésuite de Santa Ana
Pour les articles homonymes, voir Santa Ana.
Les ruines de la réduction de Nuestra Señora de Santa Ana se trouvent dans le département de Candelaria (province de Misiones), en Argentine, à environ 2 km de Santa Ana, chef-lieu du département.

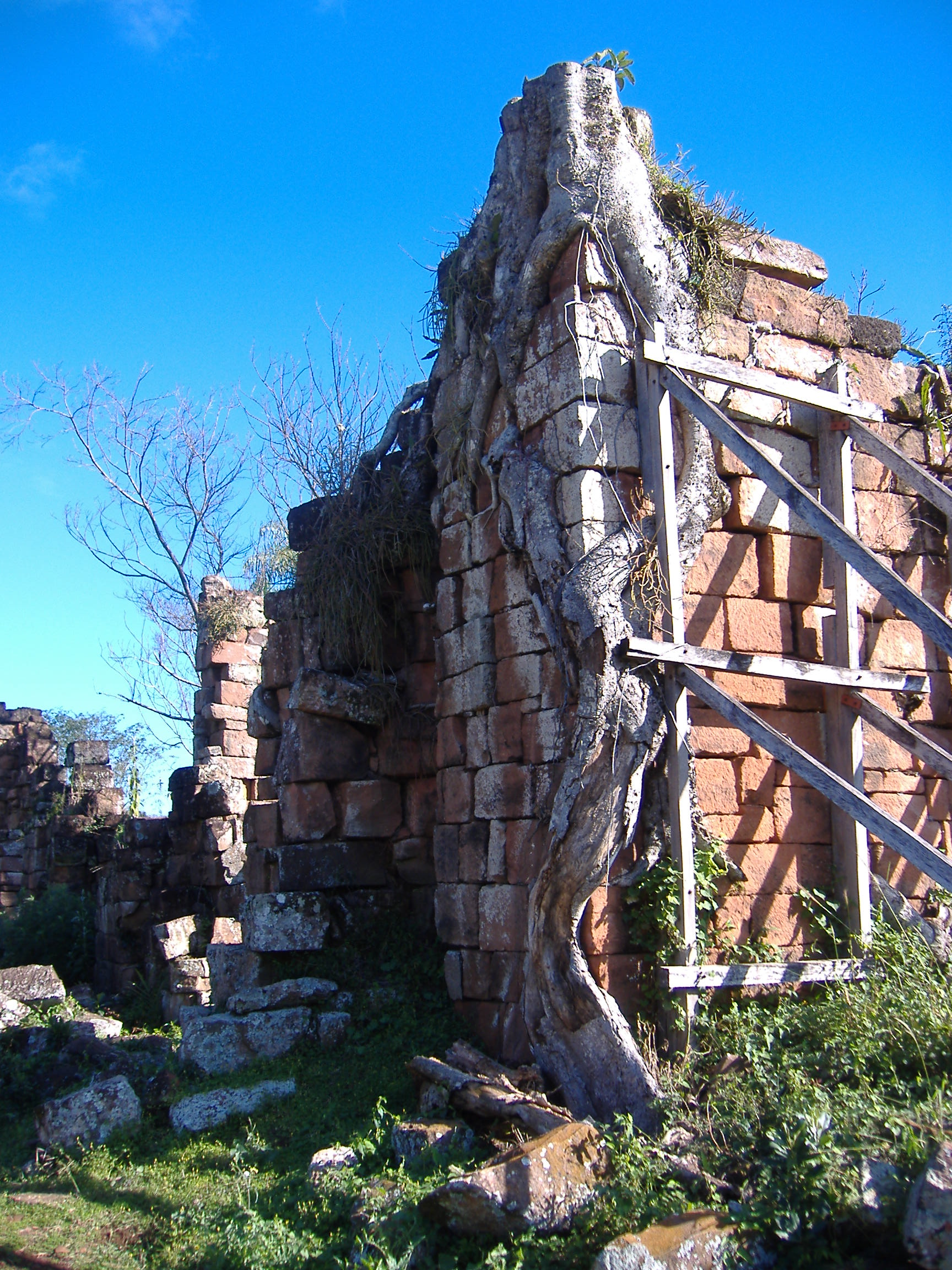
Ruines de la réduction jésuite de Santa Ana en Argentine

Nuestra Señora de Santa Ana est une réduction jésuite fondée en 1633, à la suite du déplacement des missions jésuites du Paraguay vers le sud.

## Histoire
A l’extrême nord de l’état brésilien actuel de Paraná, dans une zone qui constituait aux XVIIe et XVIIIe siècles la région jésuite hispanique de La Guayrá, la Compagnie de Jésus fonde à partir de 1554 plus d’une dizaine de réductions dans une région appelée La Pineria par les Espagnols (en raison de la présence abondante du pin du Paraná dans la région). C'est la Mission jésuite du Paraguay.
En 1631, la plupart de ces réductions jésuites sont assiégées et détruites par les bandeirantes portugais, sauf San Ignacio et Nuestra Senora de Loreto, qui résistent tant bien que mal jusqu’à la fin du XVIIe, grâce à l’équipement en armes et à la formation de milices guaranis par les jésuites. Cette pression provoque néanmoins un repli des réductions jésuites vers le sud-ouest: la réduction de Santa Ana est fondée à cette époque, sur les rives du rio Paraná.

## Le site archéologique
En 1984, l’UNESCO classe les ruines de Nuestra Señora de Santa Ana au Patrimoine mondial de l’humanité, avec les autres missions jésuites de la province de Misiones : San Ignacio Mini, Santa Maria la Mayor et Nuestra Señora de Loreto.